# Xã Columbus, Quận Luce, Michigan
Xã Columbus (tiếng Anh: Columbus Township) là một xã thuộc quận Luce, tiểu bang Michigan, Hoa Kỳ. Năm 2010, dân số của xã này là 204 người.